# Runas
在计算機領域， runas是Microsoft Windows操作系统中的一个命令，它允许用户用其他用户的賬號运行特定程序。 它與UNIX命令Sudo和Su (Unix)類似。runas命令最早出現於Windows 2000操作系统。